# Dieffenbach-au-Val

Dieffenbach-au-Val este o comună în departamentul Bas-Rhin, Franța. În 1 ianuarie 2022 avea o populație de 642 de locuitori.